# Алоізій Ліліус
Алоізій Ліліус (Алоізій Лілій, лат. Aloysius Lilius, Aluise Baldassar Lilio, італ. Luigi Lilio, Luigi Giglio) — італійський лікар, астроном, філософ і хронолог, а також автор пропозицій, які лягли в основу календарної реформи 1582 року впровадженої папою Григорієм XIII.

## Біографія
Про життя Ліліуса відомо небагато. Алоізій Ліліус народився в Чиро (Калабрія, Італія). Він вивчав медицину і астрономію в Неаполі. У 1552 році працював в університеті Перуджі, Очевидно, мав добрий відгук у кардинала Марчелло Червіні, майбутнього папи Марцелла II, який турбувався про підвищення його заробітної плати.
Ліліус відомий як один з авторів григоріанського календаря. Він написав пропозиції, на підставі яких була проведена реформа календаря. Хоча він був ще живий на момент, коли пропозиції були представлені в Римі, представляв проект не він, а його брат Антоніо, також лікар і астроном.
Брат Алоізія Ліліуса — Антоніо був особистим лікарем папи Григорія XIII і представив йому рукопис. Пізніше рукопис був переданий в комісії з реформи календаря в 1575 році. У комісію входили ряд відомих вчених, серед них : Христофор Клавій, Педро Чакон, Ігнаціо Данті та кардинал Джульємо Сирлетто. Комісія опублікувала проект лат. Compendiuem novae rationis restituendi kalendarium («Керівництво по відновленню календаря») в 1577 році, який містить сконцентрований текст твору Ліліуса, і розповсюдила його на початку 1578 роки як консультативний документ до керівників держав та відомих університетів.
Процес консультацій та обговорень реформи календаря тривав до 1582 року, шість років після смерті Ліліуса. У проекті за цей час відбулися деякі зміни, з урахуванням думки членів Комісії з реформи, в якій одним з провідних членів був Христофор Клавій. Клавій високо оцінив внесок Ліліуса в реформу календаря: «Ми багато чим завдячуємо Алоізію Ліліусу, який розрахував місячні цикли, які включені в календар, які завжди показують новий місяць і тому можуть бути легко адаптовані до будь-якої тривалості року». Ця робота Ліліуса лат. Peritis mathematicis зберігається в італійській Національній бібліотеці у Флоренції. Робота містить посилання на автора: ab Aloisio Lilio co(n)scriptus (написано за Алоізієм Ліліусом).

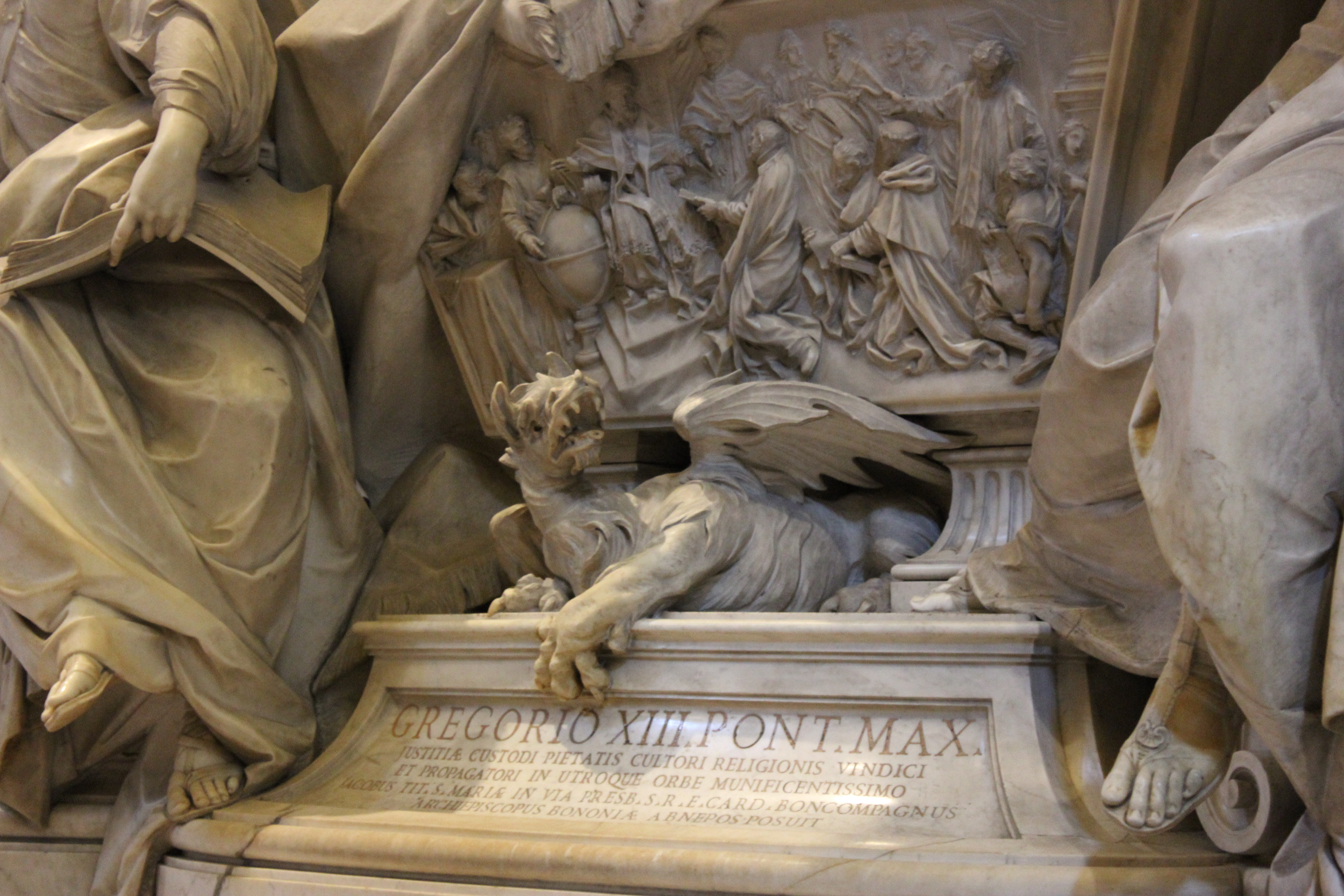
Могильна плита гробу Григорія XIII у Соборі Святого Петра в Римі з зображенням дискусії між кліриками та вченими про реформу календаря.

Папська булла Inter gravissimas була видана 24 лютого 1582 року. Крім пунктів, що відносяться до реформування календаря, вона включала звернення до властей про зміну календаря, так як зміна календаря має юридичну силу тільки після прийняття його цивільною владою в кожній країні.